# Cheiracanthium simaoense
Cheiracanthium simaoense là một loài nhện trong họ Miturgidae.
Loài này thuộc chi Cheiracanthium. Cheiracanthium simaoense được miêu tả năm 1999 bởi Zhang & Chang-Min Yin.